# Los Cerritos, Sinaloa
Los Cerritos är en ort i Mexiko.   Den ligger i kommunen Concordia och delstaten Sinaloa, i den centrala delen av landet, 800 km nordväst om huvudstaden Mexico City. Los Cerritos ligger 67 meter över havet och antalet invånare är 252.
Terrängen runt Los Cerritos är varierad. Los Cerritos ligger nere i en dal. Runt Los Cerritos är det glesbefolkat, med 13 invånare per kvadratkilometer. Närmaste större samhälle är Siqueros, 9,9 km söder om Los Cerritos. I omgivningarna runt Los Cerritos växer i huvudsak lövfällande lövskog.